# Robbie Ryan
Robbie Ryan (Dublino, 1970) è un direttore della fotografia irlandese.
Ha diretto la fotografia cinematografica in oltre 80 progetti cinematografici, tra cui lungometraggi, cortometraggi, spot pubblicitari e video musicali.

## Biografia
Ryan è nato in Irlanda. All'età di 14 anni, decise che voleva diventare un direttore della fotografia. Ha frequentato e si è diplomato al Dun Laoghaire Institute of Art, Design & Technology. Ryan è un frequente collaboratore dei film di Andrea Arnold, tra cui Wasp, Red Road, Fish Tank, Cime tempestose e American Honey. Ha lavorato con Ken Loach nei film La parte degli angeli, Jimmy's Hall - Una storia d'amore e libertà, Io, Daniel Blake. Ha lavorato come direttore della fotografia per film come Philomena, Slow West e La favorita, il secondo dei quali gli è valso una nomination per l'Oscar per la migliore fotografia ai premi Oscar 2019.

## Filmografia

### Cinema
- This Is Not a Love Song, regia di Bille Eltringham (2002)
- Wasp, regia di Andrea Arnold - cortometraggio (2003)
- Antonio's Breakfast, regia di Daniel Mulloy - cortometraggio (2005)
- Isolation - La fattoria del terrore (Isolation), regia di Billy O'Brien (2005)
- Red Road, regia di Andrea Arnold  (2006)
- Mischief Night, regia di Penny Woolcock (2006)
- Brick Lane, regia di Sarah Gavron (2007)
- The German, regia di Nick Ryan - cortometraggio (2008)
- Carmo, Hit the Road, regia di Murilo Pasta (2008)
- The Scouting Book for Boys, regia di Tom Harper (2009)
- Fish Tank, regia di Andrea Arnold (2009)
- GirlLikeMe, regia di Rowland Jobson - cortometraggio (2009)
- Patagonia, regia di Marc Evans (2010)
- I Am Slave, regia di Gabriel Range (2010)
- Cime tempestose (Wuthering Heights), regia di Andrea Arnold (2011)
- Ginger & Rosa, regia di Sally Potter (2012)
- La parte degli angeli (The Angels' Share), regia di Ken Loach (2012)
- The Last Days on Mars, regia di Ruairi Robinson (2013)
- Philomena, regia di Stephen Frears (2013)
- The Karman Line, regia di Oscar Sharp - cortometraggio (2014)
- Catch Me Daddy, regia di Daniel Wolfe (2014)
- Jimmy's Hall - Una storia d'amore e libertà (Jimmy's Hall), regia di Ken Loach (2014)
- Sophie at the Races, regia di Alan Friel - cortometraggio (2014)
- Slow West, regia di John Maclean (2015)
- I Am Not a Serial Killer, regia di Billy O'Brien (2016)
- Io, Daniel Blake (I, Daniel Blake), regia di Ken Loach e Laura Obiols (2016)
- American Honey, regia di Andrea Arnold (2016)
- The Meyerowitz Stories (The Meyerowitz Stories (New and Selected)), regia di Noah Baumbach (2017)
- La favorita (The Favourite), regia di Yorgos Lanthimos (2018)
- Storia di un matrimonio (Marriage Story), regia di Noah Baumbach (2019)
- Sorry We Missed You, regia di Ken Loach (2019)
- The Roads Not Taken, regia di Sally Potter (2020)
- C'mon C'mon, regia di Mike Mills (2021)
- The Old Oak, regia di Ken Loach (2023)
- Povere creature! (Poor Things), regia di Yorgos Lanthimos (2023)
- Bird, regia di Andrea Arnold (2024)
- Kinds of Kindness, regia di Yorgos Lanthimos (2024)
- Bugonia, regia di Yorgos Lanthimos (2025)

### Televisione
- The Summit K2 (The Summit), regia di Nick Ryan - documentario TV (2012)